# ハニカミ!
ハニカミ!は、日本の喜劇劇団。2015年12月初演。関西出身、もしくは関西で活動する若手女優や女性アイドルのみで構成された「ガールズ演劇カンパニー」をプロデュースしている。
オーサカガールズコメディと銘打ち、東京やその他の地方で行われるガールズ演劇とは一線を画し、関西を代表する「吉本新喜劇」のギャグ要素、「松竹新喜劇」の人情喜劇の要素、「宝塚歌劇団」のような女性のみの出演という要素を取り入れ、笑いあり涙ありのオリジナルストーリーとダンスや歌という構成された作品となっている。立ち上げ当初は男性演出も付けていたが現在は作家・演出に平本茜子(女優)、振付にAlly(ダンサー)の女性スタッフによって芝居そのものが作られているのも特徴。上演の前にはアイドルによるライブも行われている。

## 歴史
2015年より大阪なんばのYES THEATERで開催されたミナミアイドルフェスティバルにて、事務所の枠を超えた関西のアイドルによる喜劇カンパニー「ハニカミ!」として公演を行っていた。
2017年、大阪を拠点にしている芸能事務所などが集まったオーサカ・オモロ委員会が発足。本拠地を日本橋のPOLLUX THEATERに変え、ハニカミ!+(プラス)として月末の週末に定期公演を行うようになった。
2018年3月に初めて大阪以外の石川県小松市にて上演。
2018年8月1日から9月24日まで、道頓堀ZAZABoxにてよしもとクリエイティブエージェンシー主催で開催されたガールズ演劇とライブが融合したイベント道頓堀ガールズシアターにおいて一部の演目が再演された。
2019年2月、「蝉の鳴くクリスマス」の映画化を発表。資金の一部をクラウドファンディングにて募集し、同年8月に完成。

## 舞台

### 上演作品

#### ハニカミ!
主催：ミナミアイドルフェスティバル実行委員会
| No. | タイトル                       | 主役級            | 演出         | 脚本             | 振付         | 公演期間   | 場所                    |
| --- | ------------------------------ | ----------------- | ------------ | ---------------- | ------------ | ---------- | ----------------------- |
| 1   | SURVIVAL OF BROAD CASTING ROOM | 福井柑奈 杉山優華 | 徳田博丸     | 徳田博丸         | こまつともこ | 2015/12/26 | 大阪・なんばYES THEATER |
| 2   | やきゅうしようヨ               | 福井柑奈 松下千紘 | こまつともこ | ハイビスカス博士 | 平本茜子     | 2016/3/6   | 大阪・なんばYES THEATER |
| 3   | 青空VERY GOOD DAY              | 近野菜瑞 宮崎梨緒 | こまつともこ | 徳田博丸         | 平本茜子     | 2016/6/19  | 大阪・なんばYES THEATER |
| 4   | WHAT'S A SANTAFUL WORLD        | 日置愛梨 福井柑奈 | 徳田博丸     | ハイビスカス博士 | 平本茜子     | 2016/12/24 | 大阪・なんばYES THEATER |

#### ハニカミ!+
主催：オーサカ・オモロ委員会
| No. | タイトル                 | 主役級                       | 演出     | 脚本                    | 振付     | 公演期間               | 場所                                                                 |
| --- | ------------------------ | ---------------------------- | -------- | ----------------------- | -------- | ---------------------- | -------------------------------------------------------------------- |
| 1/2 | Angel                    | 近野菜瑞                     | 徳田博丸 | ハイビスカス博士        | 平本茜子 | 2017/3/19・4/7〜8      | 大阪・日本橋POLLUX THEATER                                           |
| 3   | オトシモノ               | たけだあすか 福井柑奈        | 徳田博丸 | 高島麻里央              | Ally     | 2017/5/26〜27          | 大阪・日本橋POLLUX THEATER                                           |
| 4   | 妄想バンザイ!            | 国村まい                     | 平本茜子 | 平本茜子                | Ally     | 2017/6/23〜24          | 大阪・日本橋POLLUX THEATER                                           |
| 5   | Going海のYeah!           | 近野菜瑞 福井柑奈            | 平本茜子 | 平本茜子 はたのこうへい | Ally     | 2017/7/28〜29          | 大阪・日本橋POLLUX THEATER 道頓堀ZAZA HOUSE                          |
| 6   | あやかしと君と夏!        | 後藤花観 東出二虹            | 近藤成子 | 平本茜子                | Ally     | 2017/8/25〜26          | 大阪・日本橋POLLUX THEATER                                           |
| 7   | メイドロイド             | 佐野亮華                     | 平本茜子 | 平本茜子                | Ally     | 2017/9/22〜23・10/6    | 大阪・日本橋POLLUX THEATER 道頓堀ZAZA HOUSE                          |
| 8   | ハロウィンにようかい？   | 倉本萌々香                   | 平本茜子 | 平本茜子                | Ally     | 2017/10/27〜28         | 大阪・日本橋POLLUX THEATER                                           |
| 9   | ぜんしんCat              | 佐野亮華                     | 平本茜子 | 平本茜子 福永愛         | Ally     | 2017/11/24〜25         | 大阪・日本橋POLLUX THEATER                                           |
| 10  | 蝉の鳴くクリスマス       | 古妻朋瑛 佐野亮華 福井柑奈   | 平本茜子 | 平本茜子                | Ally     | 2017/12/22〜23・24     | 大阪・日本橋POLLUX THEATER 道頓堀ZAZA HOUSE                          |
| 11  | ひゃっぺん               | 一ノ瀬あかり                 | 平本茜子 | 平本茜子                | Ally     | 2018/1/26〜27          | 大阪・日本橋POLLUX THEATER                                           |
| 12  | おもちゃちゃちゃ         | 古妻朋瑛 日比野友香          | 平本茜子 | 平本茜子                | Ally     | 2018/2/23〜24・25      | 大阪・日本橋POLLUX THEATER 道頓堀ZAZA HOUSE                          |
| 13  | かぐやの卒業             | 大星志歩                     | 平本茜子 | 平本茜子                | Ally     | 2018/3/17〜18・21      | 大阪・日本橋POLLUX THEATER 石川県小松市Mat's                         |
| 14  | 西遊金                   | 塩野寧々 佐野亮華            | 平本茜子 | 平本茜子                | Ally     | 2018/4/27〜28・30・5/5 | 大阪・日本橋POLLUX THEATER 道頓堀ZAZA HOUSE 四條畷市市民総合センター |
| 15  | きゃぴ★たん              | 横川夢衣 一ノ瀬あかり        | 平本茜子 | 平本茜子                | Ally     | 2018/5/25〜26          | 大阪・日本橋POLLUX THEATER                                           |
| 16  | 箱の中には時がある       | 白方美羽                     | 平本茜子 | 平本茜子                | Ally     | 2018/6/29〜30          | 大阪・日本橋POLLUX THEATER                                           |
| 17  | ウマレル                 | 日向ちよ                     | 平本茜子 | 平本茜子                | Ally     | 2018/10/26〜27         | 大阪・日本橋POLLUX THEATER                                           |
| 18  | 本気と書いてなんとよむ？ | 佐野亮華                     | 平本茜子 | 平本茜子                | Ally     | 2018/11/23〜24         | 大阪・日本橋POLLUX THEATER                                           |
| 19  | 毎日がクリスマス！？     | 大星志歩                     | 平本茜子 | 平本茜子                | Ally     | 2018/12/23〜24         | 大阪・日本橋POLLUX THEATER                                           |
| 20  | おウマのために鐘は鳴る   | 藤井彩来                     | 平本茜子 | 奈津川みき              | Ally     | 2019/1/25〜26          | 大阪・日本橋POLLUX THEATER                                           |
| 21  | やきゅうしようヨ(再演)   | 横川夢衣                     | 近野菜瑞 | 徳田博丸                | Ally     | 2019/3/8〜9            | 大阪・日本橋POLLUX THEATER                                           |
| 22  | 海りぼっち               | 大星志歩 藤井彩来            | 平本茜子 | 平本茜子                | 安東利香 | 2019/8/30〜9/1         | 大阪・日本橋POLLUX THEATER                                           |
| 23  | かぼちゃのなかの夢       | 和ほのか 佐野亮華 池田まなえ | 平本茜子 | 平本茜子                | Ally     | 2019/10/25〜27         | 大阪・日本橋POLLUX THEATER                                           |
| 24  | 鐘の音にのる祈り         | 大星志歩 佐野亮華 横川夢衣   | 平本茜子 | 平本茜子                | Ally     | 2019/12/27〜29         | 大阪・日本橋POLLUX THEATER                                           |

#### 道頓堀ガールズシアターでの再演演目
主催：よしもとクリエイティブ・エージェンシー
| No. | タイトル                 | 主役級                     | 演出     | 脚本                    | 振付 | 公演期間       | 場所                 |
| --- | ------------------------ | -------------------------- | -------- | ----------------------- | ---- | -------------- | -------------------- |
| 1   | Going海のYeah!(再演)     | 近野菜瑞 福井柑奈          | 平本茜子 | 平本茜子 はたのこうへい | Ally | 2018/8/1〜5    | 大阪・道頓堀ZAZA Box |
| 2   | あやかしと君と夏(再演)   | 大星志歩 東出二虹          | 平本茜子 | 平本茜子                | Ally | 2018/8/8〜12   | 大阪・道頓堀ZAZA Box |
| 3   | 妄想バンザイ!(再演)      | 国村まい                   | 平本茜子 | 平本茜子                | Ally | 2018/8/22〜26  | 大阪・道頓堀ZAZA Box |
| 4   | おもちゃちゃちゃ!(再演)  | 古妻朋瑛 日比野友香        | 平本茜子 | 平本茜子                | Ally | 2018/8/29〜9/2 | 大阪・道頓堀ZAZA Box |
| 5   | 箱の中には時がある(再演) | 白方美羽                   | 平本茜子 | 平本茜子                | Ally | 2018/9/12〜16  | 大阪・道頓堀ZAZA Box |
| 6   | 蝉の鳴くクリスマス(再演) | 古妻朋瑛 佐野亮華 福井柑奈 | 平本茜子 | 平本茜子                | Ally | 2018/9/19〜23  | 大阪・道頓堀ZAZA Box |

### 出演した女優・アイドル
| あ行 - 愛美真奈(da-gashi☆) - 阿江春果(劇団0F-ゼロフレーム-) - 愛梨(Freesia) - 朝比奈蓮姫(fortune♧doll) - 安次富萌音(Freex) - 我妻聖夏(群青のユリシーズ) - 阿部穂乃香(ハンバーガールZ) - あやつるぽん！(元つぼみ) - Ally - 安東利香 - 飯田まいね(GourDollS) - 池田まなえ(大阪CLEAR'S) - 礒田琴実(OFFICE MINAMIKAZE) - 一ノ瀬あかり(劇団ドリームステーション、元OSAKA BB WAVE) - 一ノ瀬希々(OFFICE MINAMIKAZE) - 伊藤綾美 - 伊藤奈美(Freex) - 今出舞(元SKE48) - 岩田弘子(劇団0F-ゼロフレーム-) - 岩永来瞳(インフローレ女学院) - 梅野友杏 - 裏山向日葵(CHOCO★MILQ) - 恵梨華(つぼみ) - 大島香乃(da-gashi☆) - 大島ゆきは(Noah's Mile) - 大星志歩(インフローレ女学院) - 岡本真由子(テアトルアカデミー) - 小川久瑠美(ハンバーガールZ) - 織姫那奈(L-bird music) か行 - 香月ゆい(Noah'sMile) - 加藤愛理(SO.ON project) - 叶絵里奈(K-entertainment) - 河西まゆ(MerryCute) - 河本優花 - キョウカラヤマダ(mishmash) - 国村まい(元インフローレ女学院) - 倉本萌々香(元Purest) - 児島真理奈(ミライスカート) - 古妻朋瑛(Noah'sMile) - 後藤花観(劇団ドリームステーション) - 小林ほのか(元インフローレ女学院) - 小林舞 - 近野菜瑞(元ポンバシwktkメイツ) | さ行 - 阪上瑞姫(元おやゆびプリンセス) - 佐川真由 - 佐々繁愛果(よしもとクリエイティブ・エージェンシー) - 佐々木人愛(元インフローレ女学院) - 佐野亮華(インフローレ女学院) - 塩野寧々(元Chu-Chu) - 篠原希来季 - 島崎なぎさ(Fortune★Doll) - 島田愛梨珠(テアトルアカデミー) - 島林祈星(よしもとクリエイティブ・エージェンシー) - 城平杏樹(インフローレ女学院) - 白方美羽(元インフローレ女学院) - 神野紗雪(インフローレ女学院) - 神野春花(インフローレ女学院) - 杉本みやび - 杉山優華(つぼみ) - 鈴風紗菜(Fortune★Doll) - 鈴原優美(82回目の終身刑、魁ニューゲーム) - 涼音りん(Noah's Mile) - 須藤理恵(青空) - 瀬名美月(Noah's Mile) た行 - 高瀬川すてら(劇団ZTON) - たけだあすか - 橘紅葉(リアルム) - 田中梨瑚(群青のユリシーズ) - 利倉真悠(Noah's Mile) な行 - 中尾紫雲(Freex) - 中村舞 - 中村心姫(インフローレ女学院) - 和ほのか(劇団ドリームステーション) - 奈津川みき - 夏姫(Freesia) - 西田早希(元OSAKA BB WAVE) - 猫村サキ(元GourDollS) - 野口季世佳 - ノシロシノ(mishmash) | は行 - 葉月(82回目の終身刑) - 葉月あゆみ(fortune♧doll) - 早川聖菜(pomme rose) - 早川夢菜(pomme rose) - 林柚寿(インフローレ女学院) - 原瀬今日香(元ポンバシwktkメイツ) - 東出二虹(テアトルアカデミー) - 肥川彩愛(元NMB48) - 樋口みどりこ(つぼみ) - 日置愛莉(CHOCO★MILQ) - 日向ちよ(魁ニューゲーム) - 日比野友香(Noah's Mile) - 平井里奈(元まいどリームス) - ひろか(西金沢少女団、元おやゆびプリンセス) - Hiyori(andU) - 福井柑奈(元ポンバシwktkメイツ) - 福島月姫 - 副島美咲 - 福永愛 - 福本愛菜(吉本新喜劇・元NMB48) - 藤井彩来(元minAmin) - ぽてさらちゃん。 - 穂花(Freesia) - 堀内玲(Noah'sMile) | ま行 - まおりーた(劇団0F-ゼロフレーム-) - 眞広かえ(元Purest) - 松下千紘(つぼみ) - 松葉絢香(群青のユリシーズ) - 松村晏珠(TEN6) - 松本和花(OFFICE MINAMIKAZE) - 三浦環加奈 - 美希(Freesia) - 未來亜梨寿(Freex) - 御厨文香(PiNKRUSH) - 美咲音羽(元Fortune★Doll) - 三田愛美(TEN6) - 美波杏奈(da-gashi☆) - 宮腰愛美/ぷにたん(元おやゆびプリンセス) - 宮崎梨緒(Lovelys) - 宮田樹(CHOCO★MILQ) - みゆう(アミーガス) - 桃瀬まな(MerryCute) - 森山くるみ - 森下華奈子(元ネップシスターズ) - 森田花音(サンミュージック大阪) や行 - 安井天音(Freex) - 八木沙季(Lovelys、元つぼみ) - 矢形菜乃葉(インフローレ女学院) - 山田あかね - 山本華(よっしゃ！難波) - 横川夢衣 (Noah'sMile、元ハロプロ研修生) - 吉野早紀(リリシック学園) - 吉野悠(RING) - 吉野佑衣(Freex) - 好本佐保(da-gashi☆) ら行 - RiNA(TEN6) |

ほか

## 映画
2019年、ハニカミ!史上人気No.1作品「蝉の鳴くクリスマス」の映画化を発表。資金の一部をクラウドファンディングにて募集した。2019年8月25日、関係者向けの試写会、披露パーティーを実施。